# 福集镇
福集镇，是中华人民共和国四川省泸州市泸县下辖的一个乡镇级行政单位。

## 行政区划
福集镇下辖以下地区：
大田社区、天洋社区、石鸭滩村、赵岩村、大坪村、雷公村、金钱村、沙土村、螺蛳山村、万宝村、团仓村、鱼目村、小冲子村、茂盛村、李子村、大桥村、草坝村和青华村。

## 变迁
1996年，经国务院批准，泸州实施区划调整，泸县将通滩等6乡镇划入江阳区辖区，石洞等5乡镇划入龙马潭区辖区；1996年12月26日，泸县县城迁往福集镇。
2014年，泸县行政区划调整，将原福集镇划分为二，分设玉蟾街道和福集镇。县政府驻地地址不变，区划变更属玉蟾街道；而现福集镇辖区调整爲大田社区等11个社区和水竹林村等28个行政村。